# Scott Bakula

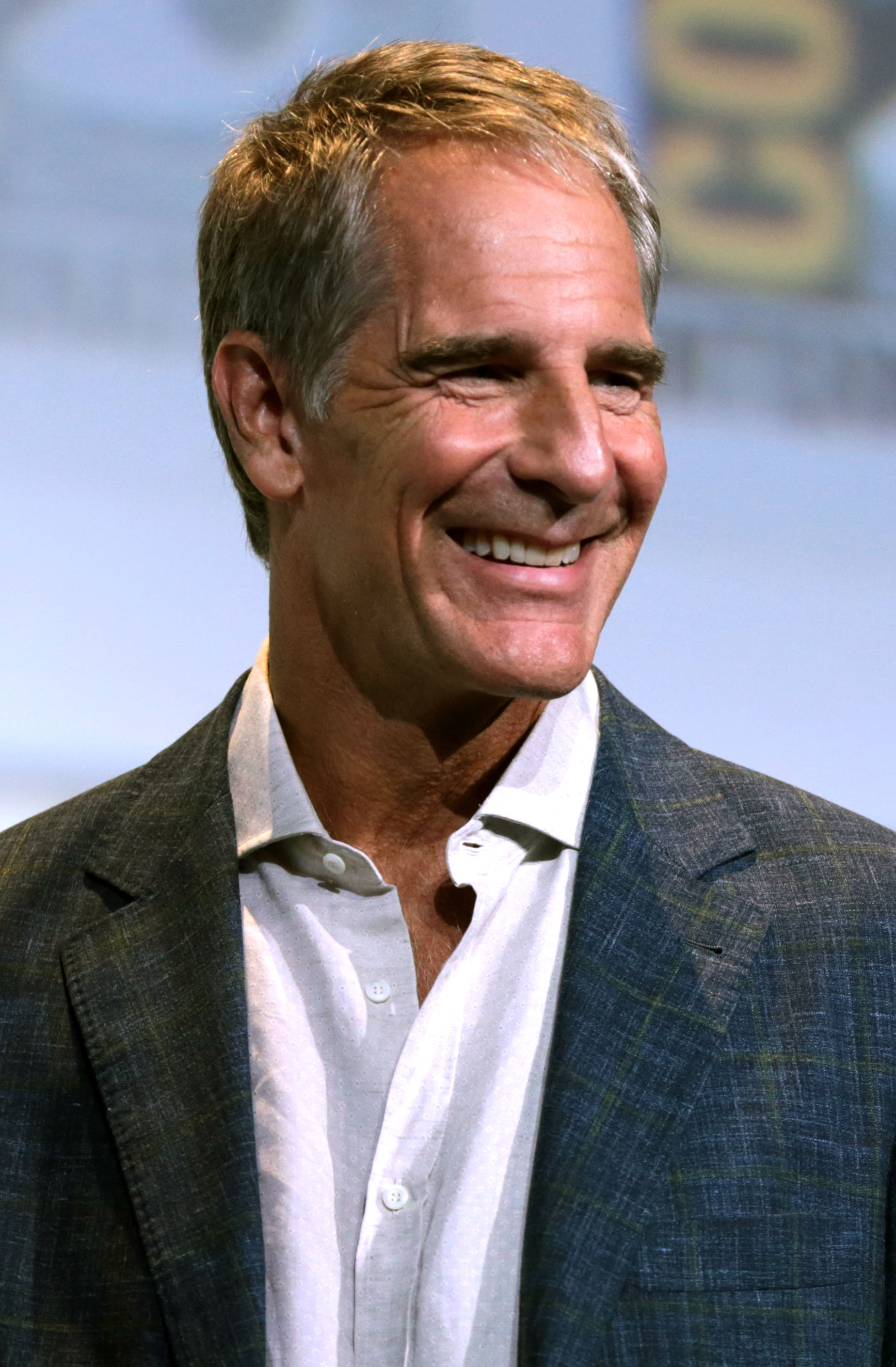
Scott Bakula (2016)

Scott Stewart Bakula (Aussprache: bækjʊlə; * 9. Oktober 1954 in St. Louis, Missouri) ist ein US-amerikanischer Schauspieler.

## Biografie
Geboren als Sohn eines Anwaltes begann Bakula früh mit der Musik und spielte während seiner College-Zeit in einer Band. Danach begann er ein Jura-Studium an der Universität von Kansas, das er vorzeitig abbrach.
1983 debütierte Bakula am Broadway in der Rolle des Joe DiMaggio in dem Stück Marilyn, An American Fable. Bestand sein Fernsehdebüt noch aus Fernsehwerbespots für Kaffee und Limonade, so spielte er im Broadway-Musical Romance, Romance die Hauptrolle und wurde 1988 für einen Tony Award nominiert, was ihm 1989 einen Vorteil bei der Vergabe der Hauptrolle als Dr. Sam Beckett verschaffte, die er in der Fernsehserie Zurück in die Vergangenheit (engl. Quantum Leap; auf Deutsch „Quantensprung“) zusammen mit Dean Stockwell spielte. Für die Verkörperung des zeitreisenden Wissenschaftlers in der Serie gewann er 1992, neben drei weiteren Nominierungen, einen Golden Globe Award und wurde zudem viermal für einen Emmy als bester Schauspieler nominiert. In den Jahren 1991 und 1992 inszenierte er auch drei Folgen selbst, seine bisher einzigen Regiearbeiten. Wegen schlechter Einschaltquoten wurde die Serie jedoch 1993 abgesetzt. Daraufhin hatte Bakula eine kleine, aber nicht unbedeutende Rolle in der Sitcom Murphy Brown inne.
Es folgten mehrere Fernsehfilme, aber auch Nebenrollen in Kinofilmen wie Color of Night (neben Bruce Willis) und Eine fast anständige Frau  (mit Kirstie Alley). 1999 spielte er in dem Oscar-prämierten Kinofilm American Beauty den homosexuellen Nachbarn des Protagonisten Lester Burnham (Kevin Spacey). Im Jahr 2001 folgten Auftritte in Stürmische Zeiten und Role of a Lifetime.
Von 2001 bis 2005 spielte er die Figur des Captain Jonathan Archer in der Science-Fiction-Fernsehserie Star Trek: Enterprise. Im April 2006 verkörperte er die Rolle des Charlie Anderson im Musical Shenandoah, das im historischen Ford’s Theatre in Washington aufgeführt wurde. 2014 erhielt Scott Bakula eine der Hauptrollen in der Serie Navy CIS: New Orleans, einen Ableger der Serie Navy CIS. Diese Rolle spielte er, bis die Serie 2021 nach der siebten Staffel eingestellt wurde.

## Privatleben
Aus seiner 1981 geschlossenen Ehe mit Krista Neumann gingen zwei Kinder hervor. 1995 ließ sich das Paar scheiden. 1993 hatte Bakula beim Dreh des Films Unmoralisches Begehren die Schauspielerin Chelsea Field kennengelernt und ging mit ihr eine Beziehung ein, aus der später zwei weitere Söhne hervorgingen. Das Paar heiratete 2009 nach 15 Jahren Beziehung.
Scott Bakula hat zwei Geschwister, Brad und Linda.

## Filmografie (Auswahl)
- 1986: I-Man – Die Kampfmaschine aus dem All (I-Man)
- 1986–1988: Mann muss nicht sein (Designing Women, Fernsehserie, 5 Folgen)
- 1986–1987: Gung Ho (Fernsehserie, 9 Folgen)
- 1987: Matlock (Fernsehserie, Doppelfolge)
- 1988: Eisenhower and Lutz (Fernsehserie)
- 1989–1993: Zurück in die Vergangenheit (Quantum Leap, Fernsehserie, 89 Folgen)
- 1990: Eine fast anständige Frau (Sibling Rivalry)
- 1991: Armadillo Bears – Ein total chaotischer Haufen (Necessary Roughness)
- 1993: SOS über dem Pazifik (Mercy Mission: The Rescue of Flight 771)
- 1994: Color of Night
- 1993–1996: Murphy Brown (Fernsehserie, 13 Folgen)
- 1995: Lord of Illusions
- 1995: The Invaders – Invasion aus dem All (The Invaders, zweiteiliger Fernsehfilm)
- 1996–1997: Das Seattle Duo (Mr. & Mrs. Smith, Fernsehserie, 13 Folgen)
- 1997: Danny, der Kater (Cats Don't Dance, Synchronstimme von Danny)
- 1998: Zweite Liga – Die Indianer von Cleveland sind zurück (Major League: Back to the Minors)
- 1999: Tom Clancys Netforce
- 1999: American Beauty
- 2000: Ketten der Vergangenheit (Above Suspicion)
- 2001: Das Haus am Meer (Life as a House)
- 2001: Stürmische Zeiten (What Girls Learn, Fernsehfilm)
- 2001–2005: Star Trek: Enterprise (Fernsehserie, 98 Folgen)
- 2006–2010: The New Adventures of Old Christine (Fernsehserie, 4 Folgen)
- 2008: Boston Legal (Fernsehserie, Folge 4x13)
- 2008: State of the Union (Fernsehserie, 4 Folgen)
- 2009–2010: Chuck (Fernsehserie, 7 Folgen)
- 2009: Der Informant! (The Informant!)
- 2009–2011: Men of a Certain Age (Fernsehserie)
- 2011: Source Code (Stimme)
- 2012: Desperate Housewives (Fernsehserie, 5 Folgen)
- 2012: Law & Order: Special Victims Unit (Fernsehserie, Folge 14x07)
- 2013: Liberace – Zu viel des Guten ist wundervoll (Behind the Candelabra)
- 2013: Two and a Half Men (Fernsehserie, Folge 10x20)
- 2014–2015: Looking (Fernsehserie, 8 Folgen)
- 2014: Navy CIS (NCIS, Fernsehserie, Folgen 11x18–11x19)
- 2014–2021: Navy CIS: New Orleans (NCIS: New Orleans, Fernsehserie, 155 Folgen)
- 2021: What We Do in the Shadows (Fernsehserie, 1 Folge)
- 2023: Divinity
- 2024: Only Murders in the Building (Fernsehserie, 1 Folge)